# Birdland (brano musicale)
Birdland è un brano musicale jazz composto dal tastierista austriaco Joe Zawinul e registrato dai suoi Weather Report per l'album Heavy Weather del 1977. Pur trattandosi di un pezzo in puro stile fusion, il brano ottenne un inusuale successo commerciale e divenne uno standard del jazz entrando nel repertorio di molte orchestre e solisti come Buddy Rich e Maynard Ferguson.

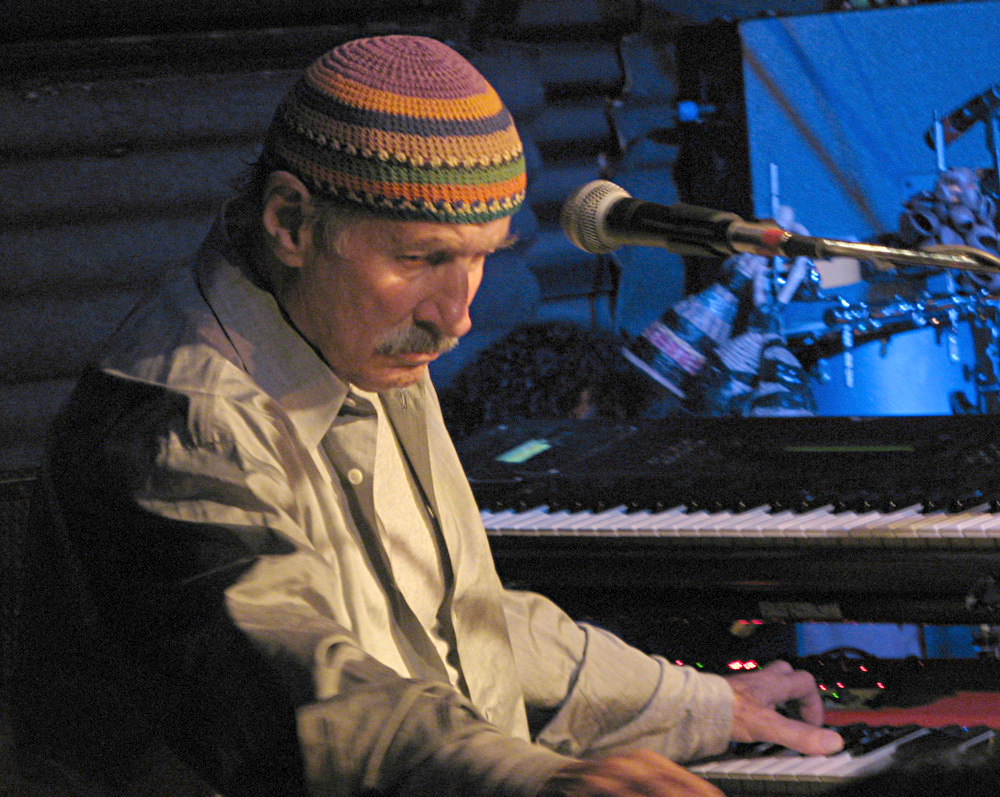
Joe Zawinul è l'autore di Birdland

Divenuto un cavallo di battaglia del gruppo, contribuì a far vincere ai Weather Report un Grammy Award per l'album dal vivo 8:30 nel 1980.
Il gruppo vocale The Manhattan Transfer ne realizzò una versione vocalese con un testo appositamente scritto da Jon Hendricks. Il brano fu pubblicato nel 1979 nell'album Extensions e fece vincere al gruppo i suoi primi due Grammy Award. Un'altra versione fu incisa da Quincy Jones nel suo album del 1989 Back on the Block, con le voci di Kool Moe Dee, Big Daddy Kane, Ella Fitzgerald e Sarah Vaughan.
Il titolo del brano si riferisce al celebre locale di New York sulla 52ª Strada così chiamato in onore del sassofonista Charlie Parker, soprannominato "Bird". Si tratta quindi di un tributo al locale che Zawinul ebbe modo di frequentare da giovane e dove incontrò la sua futura moglie.
Nella versione originale Birdland è facilmente riconoscibile, oltre che per l'orecchiabile melodia, per l'introduzione di Jaco Pastorius fatta di armonici artificiali suonati con il suo basso fretless.
Nel 1987 il brano è stato usato come colonna sonora nella campagna pubblicitaria dell'Amaro Ramazzotti.